# Буйон, Эммануэль де
Эммануэль-Теодоз де ла Тур д’Овернь де Буйон (фр. Emmanuel Théodose de la Tour d'Auvergne de Bouillon; 24 августа 1643, Тюрен, королевство Франция — 2 марта 1715, Рим, Папская область) — французский куриальный кардинал. Великий раздатчик милостыни Франции с 3 августа 1671 по 15 декабря 1700. Вице-декан Священной Коллегии Кардиналов с 21 июля 1698 по 15 декабря 1700. Декан Священной Коллегии Кардиналов и префект Священной Конгрегации Церемониала с 15 декабря 1700 по 2 марта 1715. Кардинал-священник с 5 августа 1669, с титулом церкви Сан-Лоренцо-ин-Панисперна с 19 мая 1670 по 19 октября 1676. Кардинал-священник с титулом церкви Сан-Пьетро-ин-Винколи с 19 октября 1676 по 19 октября 1689. Кардинал-епископ Альбано с 19 октября 1689 по 21 июля 1698. Кардинал-епископ Порто и Санта-Руфина с 21 июля 1698 по 15 декабря 1700. Кардинал-епископ Остии и Веллетри с 15 декабря 1700 по 2 марта 1715.